# Willem van Eelen
Willem Frederik van Eelen (ur. 4 lipca 1923 r., zm. 24 lutego 2015 r. w Amsterdamie) – holenderski lekarz i psycholog, pionier komórkowej hodowli mięsa.

## Życiorys
Urodzony 4 lipca 1923 r. w holenderskiej Indonezji jako syn lekarza. W wieku 17 lat zaciągnął się do holenderskiego wojska i został pojmany przez Japończyków w czasie II wojny światowej. W obozie jenieckim cierpiał głód i był świadkiem okrutnego traktowania zwierząt. Po wyzwoleniu obozu przez Aliantów wyjechał do Holandii, by studiować medycynę i psychologię na Uniwersytecie Amsterdamskim. W latach 1940. zapragnął hodować mięso bez udziału zwierząt. Na ten pomysł wpadł, gdy czytał teksty dotyczące technologii konserwacji mięsa.
Mimo że przez większość kariery pracował w podmiotach leczniczych, nie porzucił idei hodowli mięsa, m.in. w latach 1950. i 1960. badał wzrost komórek. Przez ponad 50 lat van Eelen prowadził badania nad produkcją mięsa in vitro. Pomimo że nie był pierwszym pomysłodawcą tej idei, jego wieloletnie wysiłki pozwoliły nad jej realizację w skali laboratoryjnej w ciągu następnych kilkudziesięciu lat. W 1981 r. zostały odkryte komórki macierzyste, a już w 1999 r. van Eelen uzyskał w USA międzynarodowy patent na przemysłową produkcję mięsa z wykorzystaniem hodowli komórkowych. W tej technologii komórki mięśniowe są umieszczane w kolagenowym szkielecie zanurzonym w roztworze odżywiającym i pobudzane do podziałów.
W 2000 r. van Eelen stworzył konsorcjum holenderskich badaczy i firm branży spożywczej, a dzięki jego staraniom rząd Holandii sfinansował badania nad hodowlą komórkową mięsa. Badania trwające od 2005 do 2009 r. nie toczyły się dla van Eelena dość szybko, niemniej pozwoliły na szereg odkryć i rozwój techniki, a także przyczyniły się pośrednio do prezentacji przez Marka Posta laboratoryjnego hamburgera w 2013 roku.
Zmarł 24 lutego 2015 r. w Amsterdamie i został pochowany w Noordwijk.